# Henry Arnold Cumberbatch
Henry Arnold Cumberbatch (* 27. Juni 1858; † 3. Dezember 1918) war ein britischer Diplomat.
Er war ein Sohn des Diplomaten Robert William Cumberbatch (1821–1876).
Cumberbatch war von 1888 bis 1893 britischer Konsul in Adrianopel, von 1893 bis 1896 Konsul in Ankara, von 1896 bis 1908 Konsul in Smyrna (ab 1900 Generalkonsul) und von 1908 bis 1914 Generalkonsul in Beirut.
1896 wurde er als Companion des Order of St Michael and St George ausgezeichnet.
Er war der Vater des Marineoffiziers Henry Carlton Cumberbatch (1900–1966), der Großvater des Schauspielers Timothy Carlton Cumberbatch und der Urgroßvater des Schauspielers Benedict Cumberbatch.